# Stasys Pupeikis
Stasys Igno Pupeikis (ur. 30 kwietnia?/13 maja 1905 w Petersburgu, zm. 30 października 1972 w Wilnie) – litewski polityk komunistyczny.
Ukończył seminarium nauczycielskie i pracował jako nauczyciel, w 1928 wstąpił do KPL. Latem 1940 został członkiem prezydium Sejmu Ludowego Litwy, od 25 sierpnia 1940 do 1951 był sekretarzem Prezydium Rady Najwyższej Litewskiej SRR, 1951-1953 wiceministrem, a 1957-1959 ministrem oświaty Litewskiej SRR.